# Carentoir
Carentoir es una comuna nueva francesa situada en el departamento de Morbihan, de la región de Bretaña.

## Historia
Fue creada el 1 de enero de 2017, en aplicación de una resolución del prefecto de Morbihan de 25 de octubre de 2016 con la unión de las comunas de Carentoir y Quelneuc, pasando a estar el ayuntamiento en la antigua comuna de Carentoir.

## Demografía
| Gráfica de evolución demográfica de Carentoir entre 1800 y 2014 |
|                                                                 |

Los datos entre 1800 y 2014 son el resultado de sumar los parciales de las dos comunas que forman la nueva comuna de Carentoir, cuyos datos se han cogido de 1800 a 1999, para las comunas de Carentoir, y Quelneuc de la página francesa EHESS/Cassini. Los demás datos se han cogido de la página del INSEE.

## Composición
| Comuna    | Código INSEE | Población (2013) | Superficie (km²) | Densidad (hab./km²) |
| --------- | ------------ | ---------------- | ---------------- | ------------------- |
| Carentoir | 56033        | 2721             | 59.02            | 46                  |
| Quelneuc  | 56183        | 550              | 13.85            | 40                  |